# Finance privée
La finance privée recouvre d'une part les activités de gestion des portefeuilles d'actifs financiers des particuliers, et d'autre part la gestion plus générale de l'ensemble de leur patrimoine et des revenus dudit patrimoine, cela du point de vue tant de leur épargne et de leurs placements que de leur recours aux crédits.
La gestion privée de patrimoine doit être personnalisée pour chacun en fonction de sa situation (professionnelle, fiscale, d'age, de famille, de résidence, etc.), les montants en jeu, ses projets et ses préférences dans le dosage entre rendement et risque, court terme et long terme, etc.

## Les acteurs
Les choix peuvent être effectuées par les intéressés eux-mêmes, mais à partir d'une certaine importance, elle nécessite habituellement l'intervention de conseillers ou gérants:
- juristes et notamment notaires,
- fiscalistes,
- conseillers financiers et gérants de patrimoine, indépendants ou d'établissements bancaires : banque privée